# Bruguiera gymnorhiza
Bruguiera gymnorhiza is een soort mangrove uit de familie Rhizophoraceae. De soort groeit in mangrovenmoerassen langs de oostkust van tropisch en zuidelijk Afrika, de kusten van (sub)tropisch Azië en Noordoost-Australië en op de eilanden in de Indische Oceaan en de westelijke Grote Oceaan. De soort bereikt een groeihoogte tussen de 7 en 20 meter.